# Anna Sulima
Anna Sulima-Jagiełowicz (22 aprile 1969) è un'ex pentatleta polacca.

## Palmarès
In carriera ha conseguito i seguenti risultati:
- Mondiali:

Varsavia 1988: oro nel pentathlon moderno a squadre.
Wiener Neustadt 1989: oro nel pentathlon moderno a squadre.
Linköping 1990: oro nel pentathlon moderno a squadre.
Sydney 1991: oro nel pentathlon moderno a squadre e staffetta a squadre.
Budapest 1992: oro nel pentathlon moderno a squadre.
Sheffield 1994: oro nel pentathlon moderno staffetta a squadre ed argento a squadre.
Basilea 1995: oro nel pentathlon moderno a squadre.
Siena 1996: bronzo nel pentathlon moderno a squadre.
Mosca 1997: argento nel pentathlon moderno staffetta a squadre.
Città del Messico 1998: oro nel pentathlon moderno individuale, staffetta a squadre ed a squadre.
Pesaro 2000: oro nel pentathlon moderno a squadre.
- Europei

Modena 1989: oro nel pentathlon moderno a squadre.
Sofia 1991: bronzo nel pentathlon moderno individuale.
Mosca 1997: oro nel pentathlon moderno a squadre.
Varsavia 1998: argento nel pentathlon moderno a squadre e bronzo staffetta a squadre.
Tampere 1999: oro nel pentathlon moderno staffetta a squadre e bronzo a squadre.